# Час в Антарктиді
|  | UTC+00:00 |
|  | UTC+03:00 |
|  | UTC+05:00 |
|  | UTC+06:00 |
|  | UTC+07:00 |
|  | UTC+08:00 |
|  | UTC+10:00 |
|  | UTC+12:00 |
|  | UTC+13:00 |
|  | UTC−06:00 |
|  | UTC−03:00 |

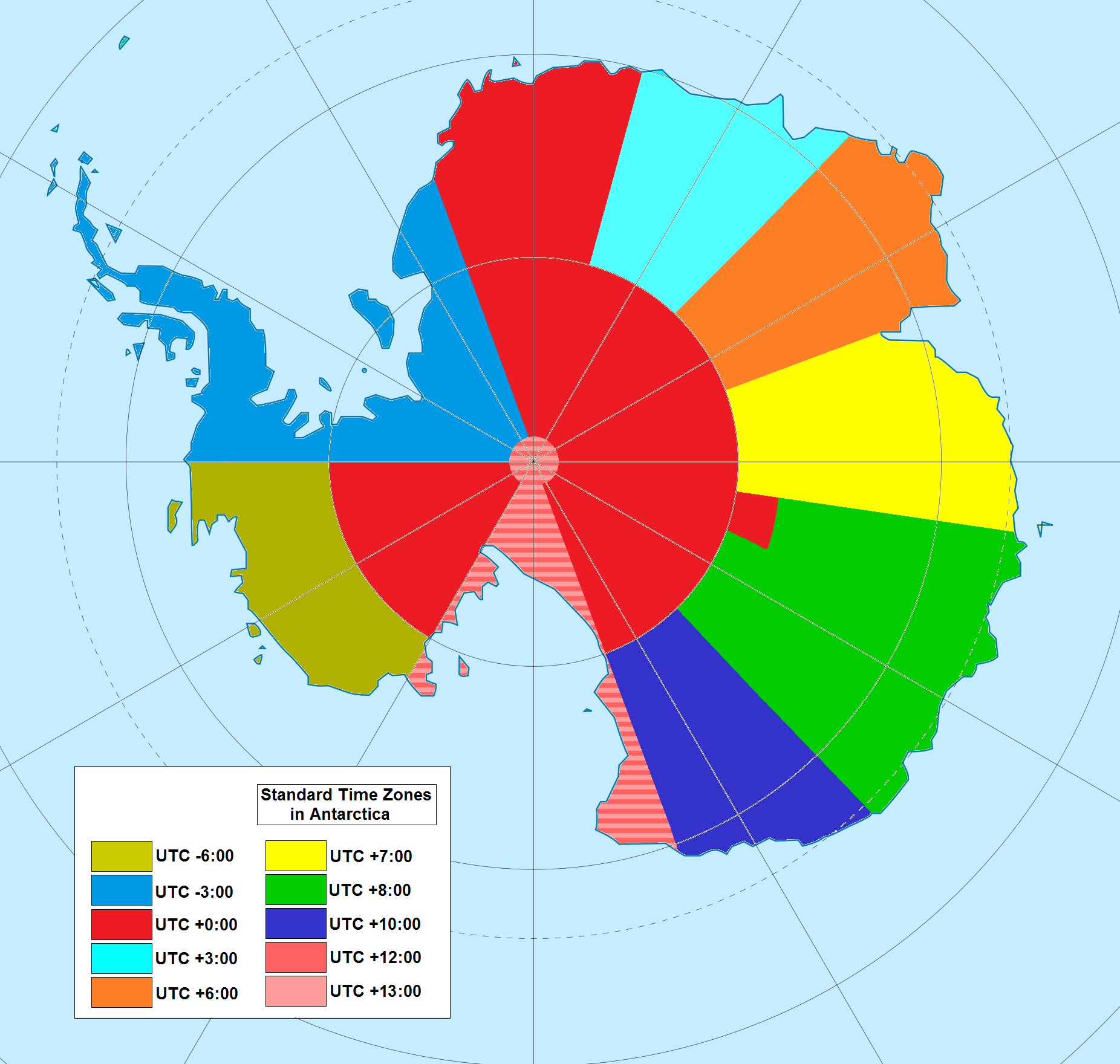
Карта приблизних часових поясів на континенті Антарктида. Станції можуть використовувати часові пояси, що не відповідають карті.

Оскільки Південний полюс розташований на континенті, то Антарктида розташована на кожній лінії довготи. Теоретично Антарктида перебуває у всіх часових поясах, однак райони на південь від полярного кола відчувають екстремальні цикли денно-нічного періоду під час періодів сонцестоянь у червневі та грудні, що ускладнює визначення часового поясу. 
У практичних цілях часові пояси зазвичай ґрунтуються на територіальних претензіях, проте багато станцій використовують час країни, якій вони належать, або часовий пояс їхньої бази постачань (наприклад, Станція Мак-Мердо та станція Амундсен-Скотт на Південному полюсі використовують час Нової Зеландії через базу постачань - Крайстчерч, Нова Зеландія, яку вони використовують).  Українська антарктична станція "Академік Вернадський" живе за аргентинським часом, оскільки розташована найближче до цієї країни, на о. Галіндез, в межах Аргентинських островів.
Станції, що розташовані поблизу, можуть мати різні часові пояси, через їхню належність до різних країн. У багатьох районах немає часового поясу, оскільки нічого не вирішено, і навіть немає тимчасових поселень, на яких немає годинників. Вони просто позначені часом UTC . 

## Літній час
Здебільшого в Антарктиді не спостерігається перехід на літній час (DST), оскільки 95 відсотків континенту розташовано на південь від Антарктичного кола, а явище полярного дня робить використання DST непотрібним, до того ж, це ще більше б ускладнювало спілкування із країнами  північної півкулі. 
Однак деякі регіони, такі як Територія Росса і раніше Земля Палмер, використовують DST країн, з яких вони отримують постачання, Нова Зеландіїя та Чилі відповідно.  У даних районах є літній літній час протягом південного літа, коли є північна зима, зокрема у січні.

## Зовнішні посилання
- Цикл день-ніч [Архівовано 15 січня 2019 у Wayback Machine.]